# بركان لونكيماي
بركان لونكيماي هو بركان طبقي من أواخر العصر البليستوسيني إلى عصر الهولوسين السائد، مع شكل مخروط مقطوع. المخروط عبارة عن صخور أنديزيت إلى حد كبير، على الرغم من وجود صخور بازلتية وصخور داسيت. تقع في منطقة إقليم أروكانيا في تشيلي، جنوب شرق بركان تولهواكا مباشرةً. سييرا نيفادا وليما هما جيرانهما في الجنوب. يقع البركان المغطى بالثلوج داخل المنطقة المحمية «مالالكاهويلو-نالكاس».
بدأ آخر ثوران للبركان في 25 ديسمبر 1988، مما جعله يطلق عليه اسم «نافيداد». استمر الثوران لمدة 13 شهرًا قبل أن ينتهي في عام 1990. كان مؤشر الانفجار البركاني 3، مما يشير إلى حقن التروبوسفير والأضرار الكارثية. كان الثوران من فتحة تهوية في الجناح وشمل في الغالب حمم أنديزيت، وسبقه زيادة في الزلازل لمدة ثلاثة أسابيع. انخفض حجم تدفق الحمم البركانية مع مرور الوقت وانخفضت أبعاد الفتحة، على الرغم من أنه بحلول نهاية الثوران، كان أنديسايت لا يزال يتراكم بطول 10.2 كم.